# イフタール
イフタール（アラビア語: إفطار）とは、イスラム教徒がラマダーン月中の断食明けにとる食事である。
イフタールはラマダーン月に行われる宗教行事の一つであり、イスラム教徒が集まって共に断食を解くコミュニティ内の慣習として行われることが多い。一日の日没時に行うマグリブ礼拝の呼びかけ（アザーン）を聞いた後に最初の食事をとり、礼拝を終えて夕食が開始される。イフタールに対して、夜明け前の断食を始める直前にとる食事をサフールという。スンナ（慣行）では、礼拝の前に最初に口にするものはナツメヤシ、もしくは水だとされている。

## 概略

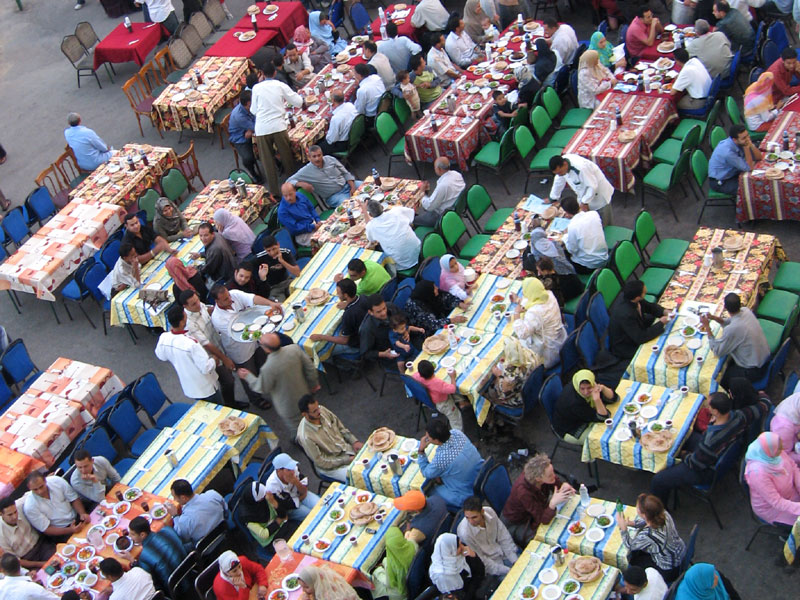
2005年のカイロでのイフタール

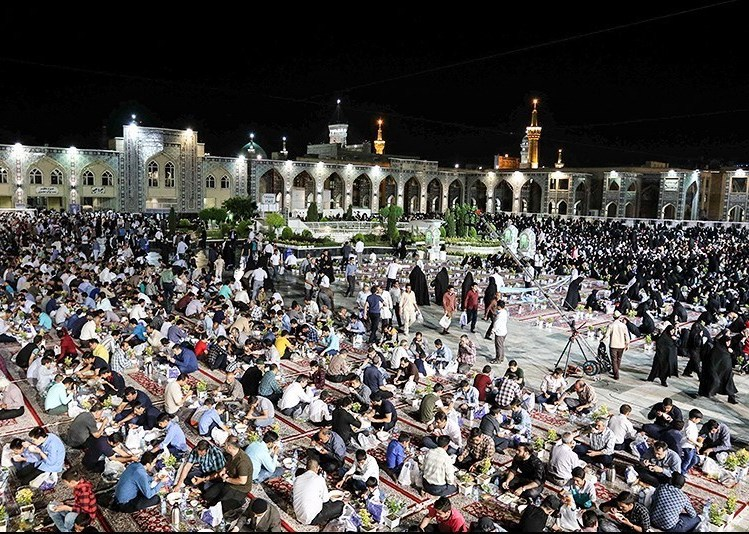
イマーム・レザー廟での断食者への食事の提供

イフタールの起源は7世紀のイスラム教の預言者ムハンマドの生涯に遡り、ムハンマドは断食を水と食物で終え、世界中のイスラム教徒に広く模倣される伝統を確立した。
最初の食事は伝統的にナツメヤシと水であるが、礼拝の後に出される料理は土地の文化の影響を受けている。南アジアではシャルバットと呼ばれる水で薄めて飲む甘いシロップや、サモサやパコラといった揚げ物が好まれる。中東では寛大さを表す大きい共同のテーブルが使われ、トルコのような寒冷な気候の地域ではボリュームがあるスープが好まれる。中国の回族のコミュニティでは開斎飯と呼ばれ、モスクで出される料理は個人や団体の喜捨で賄われ、喜捨を行った人物の名前はモスクに掲示される。
イフタールには人々が食事を共有する共同社会的な側面があり、連帯感とコミュニティの結束を強化する役割がある。
また、喜捨（ザカート、サダカ）としてイフタールで他人に食事を与えることは非常に価値があり、ムハンマドもそれを実践したと信じられている。やがてイフタールは潤沢さを持つ社会・文化的な慣習へと発展し、この傾向は裕福な人々が慈善とイスラム教徒間の団結の促進のために豪華な食事を提供した、イスラームの黄金時代に顕著であった。時が経つにつれて、イフタールはイスラム教徒が多数を占める国に広まっていく。その例として、イランのイマーム・レザー廟でイフタールの際に巡礼者に無償で食事が提供され、貧困者に食事を配給する慣習があり、
この慣習は300年以上続けられている。2023年にユネスコはイフタールの重要性を評価し、家族の絆の育成、慈善活動の促進、文化的遺産の保持を称賛してイフタールを無形文化遺産に指定した。
イフタールはイスラム教徒と多文化との交流の場ともなり、アメリカ合衆国では大規模なモスクのイフタールでは市長や地元の議員が招待されることもある。クリントン政権以降は、ホワイトハウスが主催するイフタールにアメリカのイスラーム社会の有識者、著名人が招かれるのが慣例となっている。